# Karl Rechinger
Karl Rechinger (9 avril 1867 - 29 novembre 1952) est un botaniste autrichien né à Vienne. Il est le père du botaniste Karl Heinz Rechinger (1906-1998).

## Biographie
Il étudie à l'université de Vienne et obtient son doctorat en 1893. Il sert ensuite comme démonstrateur, suivi d'un travail d'assistant au jardin botanique de l'université. À partir de 1902, il occupe diverses fonctions au Naturhistorisches Museum de Vienne et, à partir de 1918, il est conservateur du département de botanique .
En 1905, avec sa femme Lily Rechinger-Favarger (1880-1973), il participe à une expédition en Océanie, où il effectue des recherches botaniques aux Samoa, aux îles Salomon et en Nouvelle-Guinée. À la suite de ce voyage, il publie les deux ouvrages suivants :
- Deutsch Neu-Guinea. Streifzüge in Deutsch Neu-Guinea et auf den Salomons-Inseln , (1908).
- Botanische and zoologische Ergebnisse einer wissenschaftlichen Forschungsreise nach den Samoa-Inseln, dem Neuguinea-Archipel and den Salomons-Inseln, (1908–15).

## Éponymie
Les espèces végétales Alpinia rechingeri, Areca rechingeriana, Balaka rechingeriana, Berberis rechingeri, Carduus rechingeri, Carex rechingeri, Celsia rechingeri, Euphrasia rechingeri, Galeopsis rechingeri, Guillainia rechingeri, Laportea rechingeri, Lycianthes rechingeri, Mariscus rechingeri , Masdevallia rechingeri, Masdevallia rechingeri, , Ophrys rechingeri, Pandanus rechingerii, Pelasites rechingeri, Piper rechingeri, Primula rechingeri, Schomburgkia rechingerana, Solanum rechingeri, Syzygium rechingeri, Tylophora rechingeri et Wedelia rechingeriana portent son nom.